# Pierpaolo Ficara
Pierpaolo Ficara (Siracusa, 16 febbraio 1991) è un ciclista su strada e mountain biker italiano. Scalatore, attivo in formazioni Continental dal 2016 al 2021, ha ottenuto alcune vittorie in corse minori e alcuni piazzamenti come il quarto posto al Giro dell'Appennino 2016 e il quinto alla Coppa Agostoni 2018. Dal 2022 è attivo nel mountain biking.

## Palmarès
- 2014 (G.S. Maltinti Lampadari/Elite)

Trofeo S.C. Corsanico
- 2015 (Futura Team-Rosini/Elite)

Coppa Penna
Trofeo Dover Danilo Bonfanti
Gran Premio Città di Montegranaro
Gran Premio Colli Rovescalesi
Gran Premio delle Signe
Trofeo Rigoberto Lamonica
Trofeo Festa Patronale
- 2017 (Amore & Vita, tre vittorie)

Fenkil Northern Red Sea Challenge
1ª tappa Tour of Albania (Tirana > Coriza)
2ª tappa Tour du Jura (Dole > Station des Rousses)

### Altri successi
- 2017 (Amore & Vita)

Classifica a punti Tour of Albania
- 2018 (Amore & Vita)

Classifica scalatori Tour of Almaty